# 紐康的太陽表
紐康的太陽表是美國天文學家兼數學家西蒙·紐康為連續性出版物《美國星曆表和船舶年曆》作準備的天文曆表而編輯的《四顆內行星表(1895)》，卷6《地球在自轉軸上環繞太陽運動的表》 (第1-169頁)的簡稱。這項工作包含紐康經由古典的天體力學修改，並且結合一世紀的天文測量，在數學上發展出在太陽系的地球位置。工作主要部份是預先計算太陽的位置制成表格，以提供任何一地在任何時間的太陽位置。
紐康的太陽表是從1900年至1983年間所有出版的星曆表，包括美國海軍天文台和格林威治皇家天文台年曆的依據。現在很少再用這個表，因為計算機已經可以使用比紐康能用的更多和更準確的測量數據。同時，這個表也未使用廣義相對論的效應，因為當時還是未知的。無論如何，他製的表至今仍然是準確的，可以精確至幾個角秒之內。
紐康的工作有不小的成就，特別是考慮到在計算機出現之前的半個世紀就完成的。通常，受到重視的是曆表，而不是在表下面所給予的理論。後者也許是件有結果的工作，而由此開發出的算式或發展出的程式，將繼續使用在天文的軟體和其他的計算機算式中。
對其他的行星，紐康也發展出相似的算式和曆表；內行星的部份也都被證實是最準確的。